# 브라우저 동기화
브라우저 동기화는 웹 브라우저 설정을 다른 컴퓨터나 운영체제에서 동일하게 유지하는 툴 또는 확장 프로그램이다. 예를 들어, 사용자가 집에서 북마크를 추가한다면, 그 북마크는 다음날 사무실에서도 사용 가능하다. 툴의 기능에 따라 북마크, 설정, 확장 프로그램과 GUI가 보존 가능하다.
인터넷 익스플로러, 아방트 브라우저, 루나스케이프, K-멜레온,brave와 같이 일부브라우저는 동기화기능자체가 없다.
이러한 기능은 보통 써드파티 플러그인이나 블링크계열이나 모질라계열 브라우저을 통해 가능하다. Maxthon 1.3.1 은 2005년에 브라우저 사상 첫번째로 클라우드 기반의 온라인 북마크 동기화 서비스를 제공했다. 현재 버전 9.5의 오페라 브라우저는 이러한 기능을 내장하고 컴퓨터와 오페라 미니가 설치된 모바일 폰 사이에 동기화 기능을 제공한다.

## 추가
- 브라우저 동기화 비교
- 즐겨찾기